# Бревик (Швеция)
Бревик (на шведски: Brevik) е град в лен Стокхолм, източната част на централна Швеция, община Лидингьо. Разположен е в източната част на остров Лидингьо. Намира се на около 6 km на север от централната част на столицата Стокхолм. Населението на града е 8772 жители според данни от преброяването през 2010 г.